# Codex Ashburnham

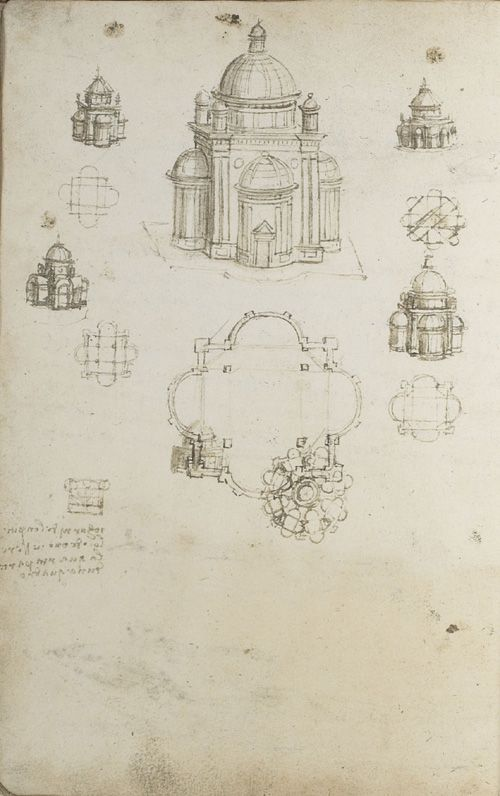
Entwurf einer Kirche im Codex Ashburnham

Der Codex Ashburnham ist eine Sammlung von Blättern mit Notizen, Skizzen und Zeichnungen des italienischen Renaissancekünstlers Leonardo da Vinci (1452–1519).

## Name
Den Namen Codex Ashburnham erhielt die Handschrift durch den Earl of Ashburnham, der sie Mitte des 19. Jahrhunderts erwarb.

## Inhalt und Umfang
Das Werk besteht aus zwei Bänden (Codex Ashburnham I und II) mit insgesamt 44 Blättern. Ashburnham I besteht aus 34 Blätter im Format von etwa 15 cm × 22 cm, Ashburnham II aus zehn Blätter im Format von 16 cm × 23 cm. Die Manuskripte werden etwa auf den Zeitraum 1487 bis 1490 datiert und enthalten Beiträge zur Architektur, Kunst und Malerei. Ashburnham II widmet sich ausschließlich der Malerei.

## Geschichte
Die meisten Manuskripte und Zeichnungen Leonardo da Vincis wurden nach dessen Tod von seinem Schüler und Erben Francesco Melzi (um 1491/92 – um 1570) in seiner Villa bei Vaprio d’Adda verwahrt. Sein Sohn Orazio Melzi erbte die Unterlagen im Jahr 1570.
Um 1590 konnte der Bildhauer und Kunstsammler Pompeo Leoni (1531–1608) einen großen Teil der Aufzeichnungen von Orazio Melzi erwerben und verkaufte sie schließlich dem Grafen Galeazzo Arconati. Im Jahr 1637 gelangte die umfangreiche Sammlung durch Schenkung in den Bestand der Biblioteca Ambrosiana in Mailand.
Im Jahr 1795 wurden zwölf Manuskripte Leonardos, bezeichnet als Manuskript A bis M, und der sogenannte Codex Atlanticus, als Kriegsbeute Napoleons in die Bibliothek des Institut de France nach Paris überführt. Lediglich der Codex Atlanticus kehrte 1815, nach dem Sturz Napoleons, an die Ambrosiana zurück.
In den 1840er Jahren schnitt der italienische Mathematiker und Bücherdieb Guglielmo Libri (1803–1869) die Seiten 81 bis 114 des Manuskripts A sowie die Seiten 91 bis 100 des Manuskripts B heraus, stahl sie und verkaufte sie dem britischen Sammler und Bibliophilen Bertram Ashburnham, 4. Earl of Ashburnham (1797–1878). Durch dessen Sohn wurden sie im Jahr 1890 dem Institut de France zurückgegeben. Dort sind sie noch heute getrennt von den ursprünglichen Manuskripten gebunden und bilden den Codex Ashburnham I und II.